# Гусейнов, Мамед Сулейманович
Мамед Гусейнов (род. 21 августа 1984, Ашхабад) — российский музыкант туркменского происхождения, композитор, пианист.

## Биография
Гусейнов Мамед Сулейманович родился в городе Ашхабаде, ТССР.
Композитор, общественный деятель, арт-директор Московского международного фестиваля искусств "Звуки дутара" им. Нуры Халмамедова , Председатель Туркменского регионального отделения Союза композиторов Евразии . Член Российского музыкального союза, гильдия композиторов. Член Союза Композиторов России 
В 2006 году окончил фортепианное отделение Санкт-Петербургского музыкального колледжа при государственной консерватории им. Н. А. Римского-Корсакова. В 2013 году — факультет композиции РАМ им. Гнесиных. Лауреат многих всероссийских и международных конкурсов, в том числе Первого и второго конкурса-фестиваля им. Надежды Юреневой (Москва, 2009 и 2010), «Всероссийского конкурса имени Ю.Н. Шишакова", специальный приз, за новаторское использование ситарно-дутарных приёмов игры в русских народных инструментах (Москва, 2009), II Московского областного открытого конкурса композиции, импровизации и музыкальной журналистики им. С. С. Прокофьева (Пушкино, 2012), III Международного фестиваля «Таланты содружества» премия им. Фуата Мансурова (Москва, 2015) и многих других.
Участвовал в международных музыкальных фестивалях и творческих резиденциях в России, Франции, Германии, Португалии, Испании, Канаде. Автор сочинений в различных жанрах, особое место в творчестве занимает камерно-вокальные сочинения. Написано несколько вокальных циклов на стихи: С. Есенина, М. Лермонтова, Ш. Бодлера, Х. Какалиева, В. Гоча, моноопера «Монологи Махтумкули Фраги» в переводе Арсения Тарковского. Сочинения Мамеда Гусейнова исполняются многими именитыми музыкантами: артистами Большого театра, Геликон оперы, а также корифеями туркменского музыкального искусства народной артисткой СССР Медениет Шахбердыевой и народной артисткой Туркменистана Розой Тураевой . 
Оркестровые сочинения исполнялись оркестрами Министерства обороны России, дирижёр — заслуженный артист России Гамус Борис Михайлович, Юношеским симфоническим оркестром России имени Л. В. Николаева, художественный руководитель и дирижёр Василий Валитов, Оркестром прикаспийских стран на фестивале OperaFirst 2021 г. Художественный руководитель и дирижер Михаил Голиков, Струнным оркестром Туркменистана, дирижер Тахир Атаев. 
Мамед Гусейнов является автором и арт-директором Московского международного фестиваля туркменской классической музыки «Звуки дутара» им. Нуры Халмамедова.